# Hadromastax polynesica
Hadromastax polynesica är en kräftdjursart som beskrevs av Bruce och Mueller 1991. Hadromastax polynesica ingår i släktet Hadromastax och familjen Hadromastacidae. Inga underarter finns listade i Catalogue of Life.